# Cidamón
Cidamón è un comune spagnolo di 41 abitanti situato nella comunità autonoma di La Rioja.